# Jeff Finley
John Jeffrey "Jeff" Finley, född 14 april 1967, är en kanadensisk före detta professionell ishockeyback som tillbringade 15 säsonger i den nordamerikanska ishockeyligan National Hockey League (NHL), där han spelade för New York Islanders, Philadelphia Flyers, Winnipeg Jets, Phoenix Coyotes, New York Rangers och St. Louis Blues. Han producerade 83 poäng (13 mål och 70 assists) samt drog på sig 457 utvisningsminuter på 708 grundspelsmatcher.
Finley spelade också för Hannover Scorpions i Deutsche Eishockey Liga (DEL); Springfield Indians, Capital District Islanders, Hershey Bears, Springfield Falcons och Hartford Wolf Pack samt Portland Winter Hawks i Western Hockey League (WHL).
Han draftades av New York Islanders i tredje rundan i 1985 års draft som 55:e spelare totalt.
Efter den aktiva spelarkarriären har Finley varit assisterande tränare för Kelowna Rockets och talangscout för Detroit Red Wings och Winnipeg Jets.
Han är far till Jack Finley.

## Statistik
| Källa: Utv = Utvisningsminuter | Källa: Utv = Utvisningsminuter | Källa: Utv = Utvisningsminuter |             | Grundserie  | Grundserie  | Grundserie  | Grundserie  | Grundserie  |             | Slutspel    | Slutspel    | Slutspel    | Slutspel    | Slutspel |
| Säsong                         | Lag                            | Liga                           | Matcher     | Mål         | Assist      | Poäng       | Utv         | Matcher     | Mål         | Assist      | Poäng       | Utv         |             |          |
| ------------------------------ | ------------------------------ | ------------------------------ | ----------- | ----------- | ----------- | ----------- | ----------- | ----------- | ----------- | ----------- | ----------- | ----------- | ----------- | -------- |
| 1983–1984                      | Portland Winter Hawks          | WHL                            | 5           | 0           | 0           | 0           | 0           | 5           | 0           | 1           | 1           | 4           |             |          |
|                                | Summerland Buckaroos           | BCJHL                          | 49          | 0           | 21          | 21          | 14          | —           | —           | —           | —           | —           |             |          |
| 1984–1985                      | Portland Winter Hawks          | WHL                            | 69          | 6           | 44          | 50          | 57          | 6           | 1           | 2           | 3           | 2           |             |          |
| 1985–1986                      | Portland Winter Hawks          | WHL                            | 70          | 11          | 59          | 70          | 83          | 15          | 1           | 7           | 8           | 16          |             |          |
| 1986–1987                      | Portland Winter Hawks          | WHL                            | 72          | 13          | 53          | 66          | 113         | 20          | 1           | 21          | 22          | 27          |             |          |
| 1987–1988                      | New York Islanders             | NHL                            | 10          | 0           | 5           | 5           | 15          | 1           | 0           | 0           | 0           | 2           |             |          |
|                                | Springfield Indians            | AHL                            | 52          | 5           | 18          | 23          | 50          | —           | —           | —           | —           | —           |             |          |
| 1988–1989                      | New York Islanders             | NHL                            | 4           | 0           | 0           | 0           | 6           | —           | —           | —           | —           | —           |             |          |
|                                | Springfield Indians            | AHL                            | 65          | 3           | 16          | 19          | 55          | —           | —           | —           | —           | —           |             |          |
| 1989–1990                      | New York Islanders             | NHL                            | 11          | 0           | 1           | 1           | 0           | 5           | 0           | 2           | 2           | 2           |             |          |
|                                | Springfield Indians            | AHL                            | 57          | 1           | 15          | 16          | 41          | 13          | 1           | 4           | 5           | 23          |             |          |
| 1990–1991                      | New York Islanders             | NHL                            | 11          | 0           | 0           | 0           | 4           | —           | —           | —           | —           | —           |             |          |
|                                | Capital District Islanders     | AHL                            | 67          | 10          | 34          | 44          | 34          | —           | —           | —           | —           | —           |             |          |
| 1991–1992                      | New York Islanders             | NHL                            | 51          | 1           | 10          | 11          | 26          | —           | —           | —           | —           | —           |             |          |
|                                | Capital District Islanders     | AHL                            | 20          | 1           | 9           | 10          | 6           | —           | —           | —           | —           | —           |             |          |
| 1992–1993                      | Capital District Islanders     | AHL                            | 61          | 6           | 29          | 35          | 34          | 4           | 0           | 1           | 1           | 0           |             |          |
| 1993–1994                      | Philadelphia Flyers            | NHL                            | 55          | 1           | 8           | 9           | 24          | —           | —           | —           | —           | —           |             |          |
| 1994–1995                      | Hershey Bears                  | AHL                            | 36          | 2           | 9           | 11          | 33          | 6           | 0           | 1           | 1           | 8           |             |          |
| 1995–1996                      | Winnipeg Jets                  | NHL                            | 65          | 1           | 5           | 6           | 81          | 6           | 0           | 0           | 0           | 4           |             |          |
|                                | Springfield Indians            | AHL                            | 14          | 3           | 12          | 15          | 22          | —           | —           | —           | —           | —           |             |          |
| 1996–1997                      | Phoenix Coyotes                | NHL                            | 65          | 3           | 7           | 10          | 40          | 1           | 0           | 0           | 0           | 2           |             |          |
| 1997–1998                      | New York Rangers               | NHL                            | 63          | 1           | 6           | 7           | 55          | —           | —           | —           | —           | —           |             |          |
| 1998–1999                      | New York Rangers               | NHL                            | 2           | 0           | 0           | 0           | 0           | —           | —           | —           | —           | —           |             |          |
|                                | Hartford Wolf Pack             | AHL                            | 42          | 2           | 10          | 12          | 28          | —           | —           | —           | —           | —           |             |          |
|                                | St. Louis Blues                | NHL                            | 30          | 1           | 2           | 3           | 20          | 13          | 1           | 2           | 3           | 8           |             |          |
| 1999–2000                      | St. Louis Blues                | NHL                            | 74          | 2           | 8           | 10          | 38          | 7           | 0           | 2           | 2           | 4           |             |          |
| 2000–2001                      | St. Louis Blues                | NHL                            | 72          | 2           | 8           | 10          | 38          | 2           | 0           | 0           | 0           | 0           |             |          |
| 2001–2002                      | St. Louis Blues                | NHL                            | 78          | 0           | 6           | 6           | 30          | 10          | 0           | 0           | 0           | 8           |             |          |
| 2002–2003                      | St. Louis Blues                | NHL                            | 64          | 1           | 3           | 4           | 46          | 6           | 0           | 0           | 0           | 6           |             |          |
| 2003–2004                      | St. Louis Blues                | AHL                            | 53          | 0           | 1           | 1           | 34          | 1           | 0           | 0           | 0           | 2           |             |          |
| 2004–2005                      | Spelade ej.                    | Spelade ej.                    | Spelade ej. | Spelade ej. | Spelade ej. | Spelade ej. | Spelade ej. | Spelade ej. | Spelade ej. | Spelade ej. | Spelade ej. | Spelade ej. | Spelade ej. |          |
| 2005–2006                      | Hannover Scorpions             | DEL                            | 50          | 3           | 7           | 10          | 84          | 9           | 0           | 1           | 1           | 42          |             |          |
| NHL totalt                     | NHL totalt                     | NHL totalt                     | 708         | 13          | 70          | 83          | 457         | 52          | 1           | 6           | 7           | 38          |             |          |
| AHL totalt                     | AHL totalt                     | AHL totalt                     | 414         | 33          | 152         | 185         | 303         | 23          | 1           | 6           | 7           | 31          |             |          |
| WHL totalt                     | WHL totalt                     | WHL totalt                     | 216         | 30          | 156         | 186         | 253         | 46          | 3           | 31          | 34          | 49          |             |          |